# Serguei Sirtsov
Serguei Alexandrovitch Sirtsov (em russo:  Сергей Александрович Сырцов; 25 de outubro de 1966), é um ex-halterofilista que competiu pela União Soviética e depois pela Rússia.
Serguei Sirtsov ficou com medalha de prata nos Jogos Olímpicos de 1992, na categoria até 90 kg, pela Equipa Unificada. Levantou 190 kg no arranque e 222,5 kg no arremesso, 412,5 kg no total combinado; mas Akakios Kakiasvilis, também então representante da Equipa Unificada, que levantou 177,5 kg no arranque, conseguiu um arremesso de 235 kg, tendo finalizado com a mesma marca no total, e como era 200 g mais leve do que Sirtsov, ficou com o ouro.
Ele foi ainda por duas vezes vice-campeão mundial júnior (1985, 1986) e três vezes sênior (1989, 1993, 1995); foi campeão mundial em 1991 e em 1994.
E ganhou uma segunda medalha de prata nos Jogos de Atlanta 1996, com 420 kg no total (195+225), atrás do ucraniano Timur Taimazov, com 430 kg (195+235), na categoria até 108 kg.
Ele definiu sete recordes mundiais após a reestruturação das classes de peso que a Federação Internacional de Halterofilismo fez em 1993 — dois no arranque, dois no arremesso e três no total combinado, na categoria até 99 kg. Seus recordes foram:
| Data       | Disciplina | Marca    | Classe de peso | Lugar    |
| ---------- | ---------- | -------- | -------------- | -------- |
| 07.05.1994 | Arranque   | 190,5 kg | –99 kg         | Sokolov  |
| 07.05.1994 | Total      | 410 kg   | –99 kg         | Sokolov  |
| 07.05.1994 | Arremesso  | 225 kg   | –99 kg         | Sokolov  |
| 07.05.1994 | Total      | 415 kg   | –99 kg         | Sokolov  |
| 25.11.1994 | Arranque   | 192,5 kg | –99 kg         | Istambul |
| 25.11.1994 | Arremesso  | 225,5 kg | –99 kg         | Istambul |
| 25.11.1994 | Total      | 417,5 kg | –99 kg         | Istambul |